# Chanville
Chanville – miejscowość i gmina we Francji, w regionie Grand Est, w departamencie Mozela.
Według danych na rok 1990 gminę zamieszkiwały 104 osoby, a gęstość zaludnienia wynosiła 27 osób/km² (wśród 2335 gmin Lotaryngii Chanville plasuje się na 941. miejscu pod względem liczby ludności, natomiast pod względem powierzchni na miejscu 1108.).